# San Francisco International Airport
San Francisco International Airport (IATA: SFO, ICAO: KSFO, FAA LID: SFO) är en flygplats som är belägen i San Mateo County 21 kilometer söder om centrala San Francisco, Kalifornien i USA. 
Den ägs som ett stadsägt företag av staden San Francisco. I praktiken är flygplatsen något av en exklav då den har ZIP-kod för San Francisco liksom att det är stadens poliskår som ombesörjer dess ordning och säkerhet.
Flygplatsen är en viktig hubb för United Airlines som bedriver Asientrafik härifrån.